# امانگاه آرزاکان-مغرادزور
امانگاه آرزاکان-مغرادزور (ارمنی: Արզական-Մեղրաձորի արգելավայր; انگلیسی: Arzakan-Meghradzor Sanctuary) یک منطقه حفاظت‌شده در ارمنستان می باشد که در استان کوتایک واقع شده است. این امانگاه مساحت 135.22 کیلومترمربع جنگل هرازدان را پوشانده است.
این امانگاه سطح حفاظتی چهار را بر طبق سامانه اتحادیه بین‌المللی حفاظت از طبیعت داراست.

## نگارخانه

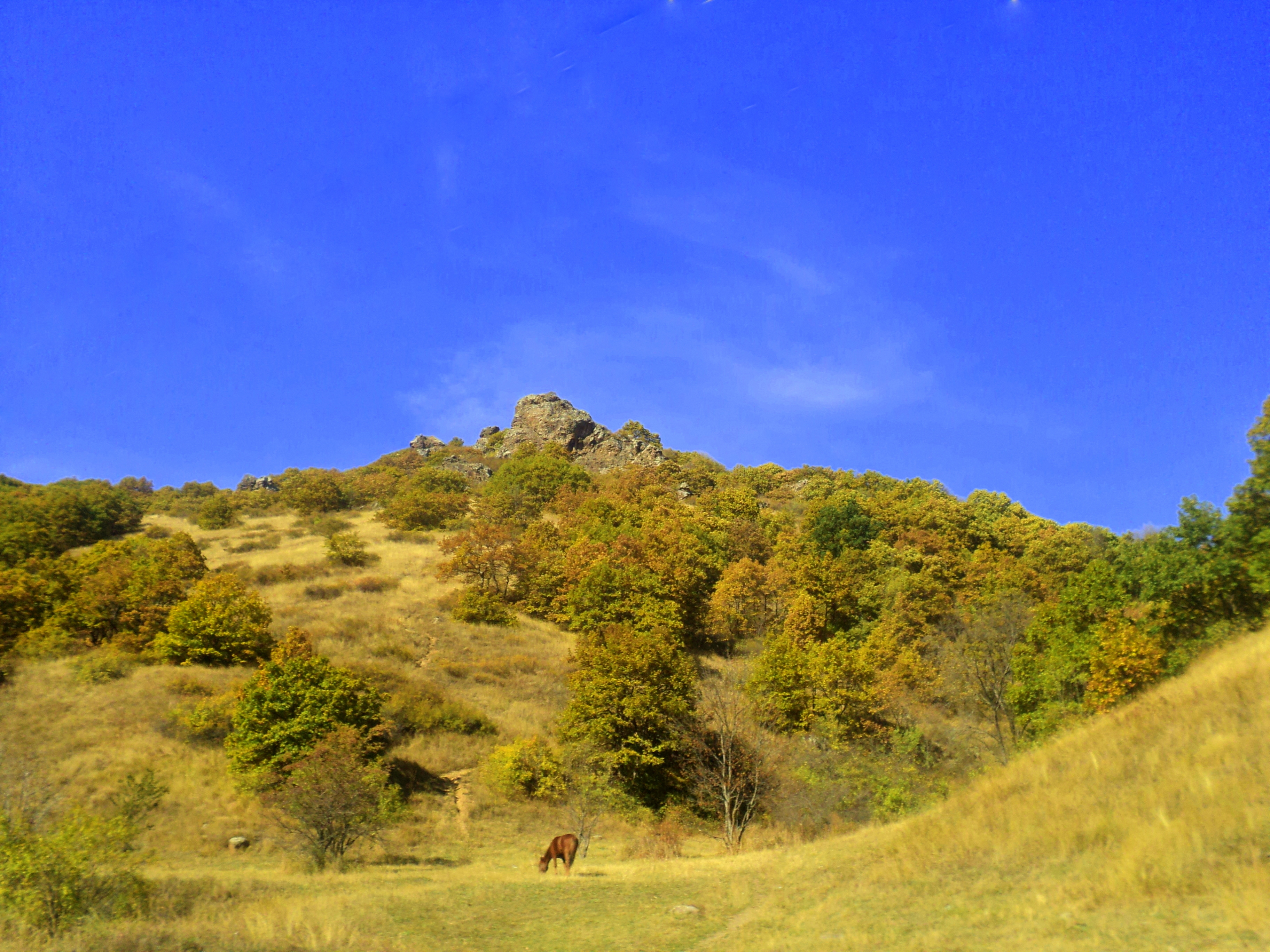
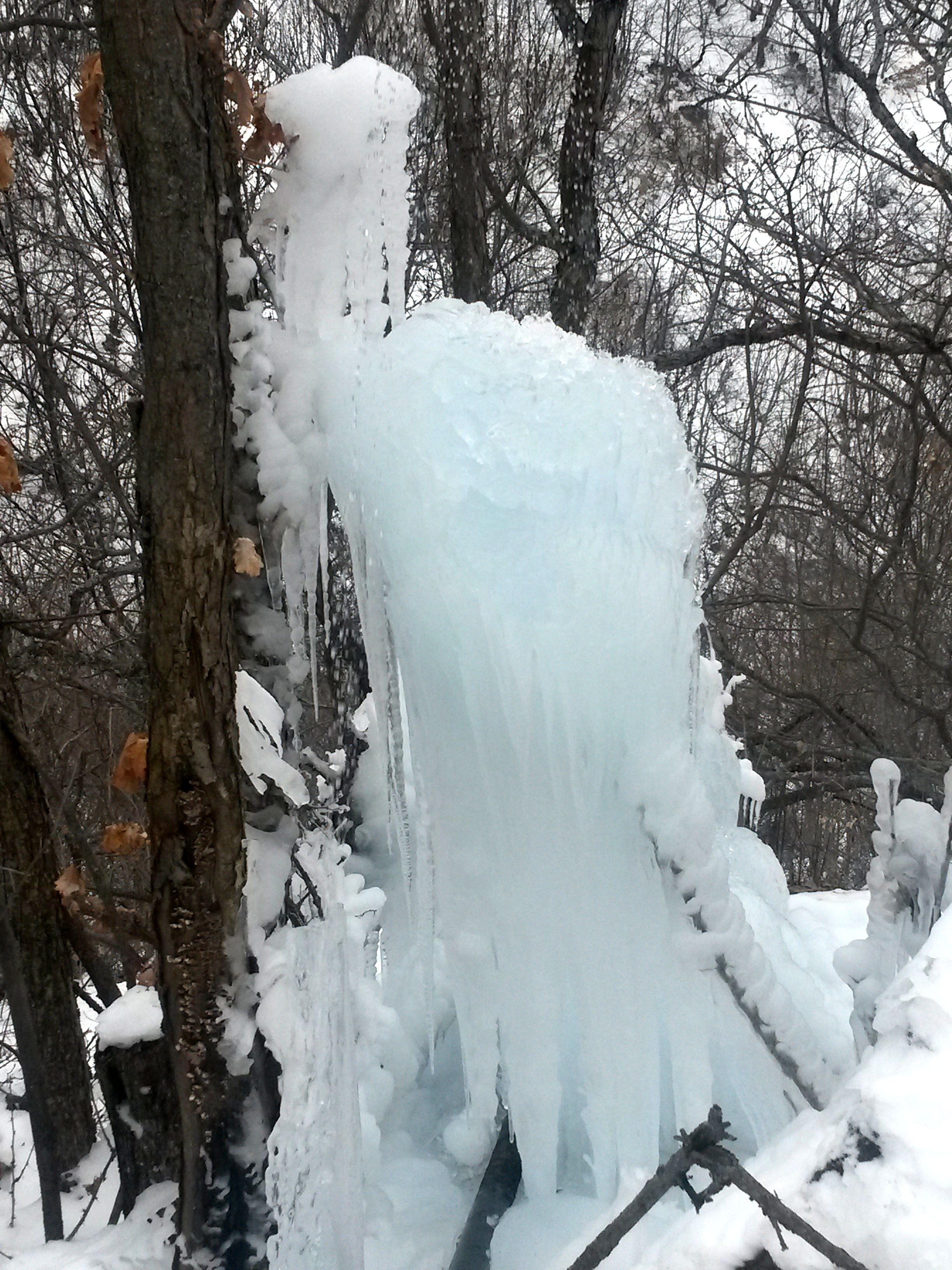
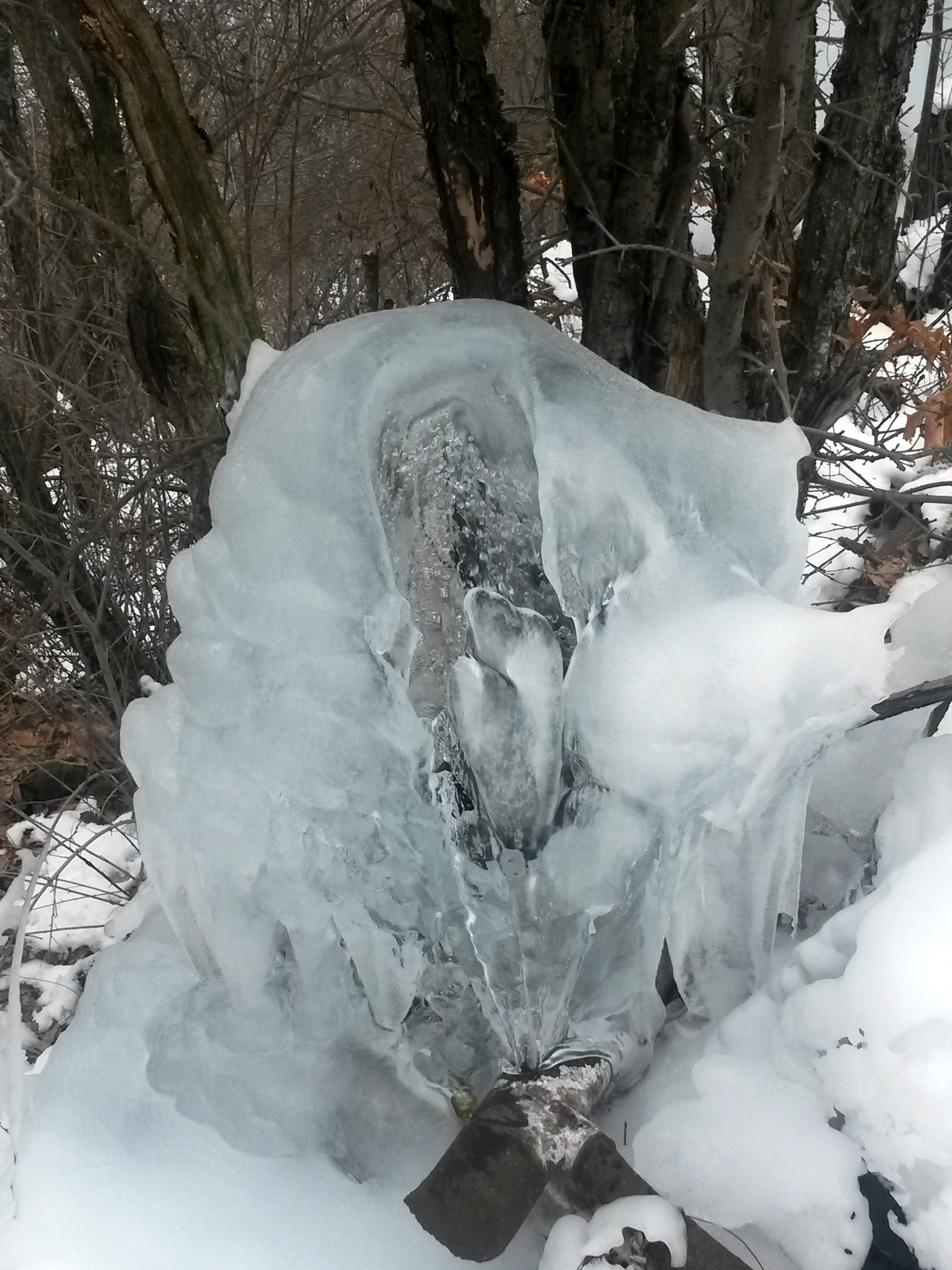